# 蒲優祐
蒲 優祐（かば ゆうすけ、1984年9月22日 - ）は、岐阜県高山市出身のクリエイティブディレクター、アートディレクター、グラフィックデザイナー。株式会社ゴーアヘッドワークス代表取締役。

## 経歴
1984年、高山市出身。名古屋デザイナー学院イラストレーション学科卒業後、数社のデザイン事務所を経て独立。
2014年、株式会社ゴーアヘッドワークスを法人化。